# Himalaya, la terre des femmes
Pour plus de détails, voir Fiche technique et Distribution.
Himalaya, la terre des femmes est un documentaire français réalisé par l'ethnologue et réalisatrice Marianne Chaud en 2007. Il présente le quotidien d'habitants d'une région de l'Himalaya, avec un point de vue ethnologique, notamment la culture, le travail et la vie des femmes dans un quotidien marqué par l'environnement montagnard.

## Synopsis
Dans le village de Sking, au Zanskar, à près de 4 000 mètres d'altitude, le film suit quatre femmes de générations différentes pendant la saison des moissons.

## Fiche technique
- Titre : Himalaya, la terre des femmes
- Réalisation : Marianne Chaud
- Musique : Olivier Bernet
- Montage : Françoise Berger Garnault
- Production : Manuel Catteau
- Sociétés de production : ZED, Arte France
- Pays d'origine :  France
- Genre : documentaire
- Durée : 1h20 minutes
- Produit en : 2008[1]
- Date de sortie : 11 janvier 2012[3],